# Charles II. de Bourbon

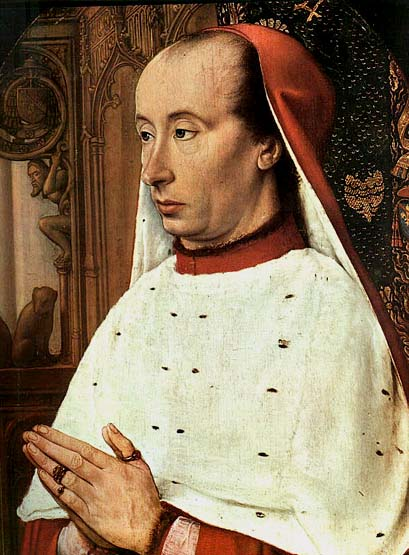
Kardinal Charles II. de Bourbon, Porträt des Meisters von Moulins, 1476–1485

Charles II. de Bourbon (* 1433 in Moulins; † 13. September 1488 in Lyon) war Erzbischof von Lyon und kurze Zeit Herzog von Bourbon.

## Leben
Charles de Bourbon war der Sohn des Herzogs Charles I. de Bourbon und dessen zweiter Frau Agnes von Burgund. Schon mit 10 Jahren wurde er 1443 Kanoniker und im folgenden Jahr zum Erzbischof von Lyon gewählt. Am 7. November 1446, nach dem Tod von Geoffroy II. de Versaillera, der 1444 ebenfalls zum Erzbischof ernannt worden war, wurde er in diesem Amt bestätigt. Während seiner Minderjährigkeit stand er von 1446 bis 1447 unter der Regentschaft von Rollin, Bischof von Autun, danach von 1447 bis 1449 unter der von Jean du Gué, Bischof von Orléans, schließlich von 1449 bis 1469 unter der von Jean de Bourbon, Bischof von Le Puy-en-Velay. Die Bischofsweihe spendete ihm am 21. September 1466 in der Kathedrale Saint-Jean von Lyon, Jean Coeur, der Erzbischof von Bourges, Mitkonsekratoren waren Antoine Gobert, Bischof von Alet, sowie Étienne Chassaigné, Weihbischof in Lyon.
1472 bis 1476 war er auch Legat des in Avignon residierenden Papstes.
Im Konsistorium vom 18. Dezember 1476 wurde er von Papst Sixtus IV. zum Kardinalpriester erhoben, was am 20. Dezember desselben Jahres bekanntgemacht wurde; der Papst übersandte ihm am 15. Januar 1477 den roten Hut und verlieh ihm die römische Titelkirche Santi Silvestro e Martino. Vom 10. März 1476 bis zu seinem Tode war Charles de Bourbon Administrator des Bistums Clermont. Er nahm nicht am Konklave 1484 teil, aus dem Innozenz VIII. als Papst hervorging.
Kurz vor seinem Tod erbte Charles von seinem Bruder Johann II. dessen Besitz, darunter vor allem das Herzogtum Bourbon und das Herzogtum Auvergne.

Kardinalswappen

Er hatte eine uneheliche Tochter, Isabelle de Bourbon, die Gilbert de Chantelot, seigneur de La Chaise, heiratete; sie starb 1497 in Paris.
Charles de Bourbon wurde in der Kathedrale Saint-Jean in Lyon beigesetzt, sein Grabmal wurde 1816 wiederentdeckt.